# Saint-Pardoux-les-Cards
Saint-Pardoux-les-Cards település Franciaországban, Creuse megyében. Lakosainak száma 289 fő (2022. január 1.). Saint-Pardoux-les-Cards Chénérailles, Cressat, Issoudun-Létrieix, Lavaveix-les-Mines, Moutier-d’Ahun, Saint-Dizier-la-Tour és Saint-Martial-le-Mont községekkel határos.

## Népesség
A település népessége az elmúlt években az alábbi módon változott:
| Lakosok száma | 488  | 403  | 352  | 294  | 296  | 295  | 287  | 284  | 285  | 289  |
|               | 1968 | 1982 | 1990 | 2006 | 2013 | 2015 | 2017 | 2019 | 2020 | 2022 |